# SMILES (島谷ひとみの曲)
「SMILES」（スマイルズ）は、島谷ひとみの29枚目のシングル。2009年3月4日発売。avex traxよりリリース。

## 解説
- 前作「WAKE YOU UP/雨の日には 雨の中を 風の日には 風の中を/Marvelous」より9か月振りのリリース。
- 「CD」と「CD＋DVD」の2種類がある。

## 収録曲

### CD
1. SMILES
  - 作詞:森月キャス/作曲・編曲:大西克巳
  - ギャンビット配給映画『パラレル～愛は全てを乗り越える～』主題歌
2. Stay with me
  - 作詞・作曲:ムラマツテツヤ/編曲:川端良征
  - NHK教育テレビ『メジャー第5シリーズ』エンディングテーマ
3. SMILES (Instrumental)
4. Stay with me (Instrumental)

### DVD
1. SMILES (MUSIC CLIP)
2. SMILES (OFF SHOT)